# Operatiën & Inlichtingen
Operatiën & Inlichtingen (O&I) was een Nederlandse stay-behindorganisatie die in 1946/1947 ontstond uit het verzet tegen de Duitse bezetting tijdens de Tweede Wereldoorlog en die in 1992 door premier Lubbers werd opgeheven. Feitelijk was sprake van twee gescheiden organisaties, namelijk Operatiën en Inlichtingen, die op den duur wel door een persoon werden gecoördineerd maar elk een eigen taak hadden. Tot ongeveer het midden van de jaren tachtig werden ze kortweg O en I genoemd, sindsdien dienst A en dienst B. In de media werd O&I vaak vergeleken met de Italiaanse Operatie Gladio, waar het Nederlandse netwerk echter op belangrijke punten van verschilde.
Operatiën & Inlichtingen moest de bevolking zo weerbaar mogelijk houden tegen de communistische propaganda, en informatie over politieke ontwikkelingen doorspelen aan de 'regering in ballingschap'. Voorts zou de organisatie moeten pogen het gezagsapparaat van de bezetter waar mogelijk te ontwrichten en misleiden. Gewapend verzet was niet de eerste doelstelling, maar bij de nadering van de Sovjets zouden de leden van de organisatie vanuit verborgen depots voldoende wapens krijgen om zich niet weerloos te laten afslachten. Een zo'n ondergronds wapendepot, bestaande uit 19 kisten, werd in 1983 bij toeval ontdekt in de bossen bij Rozendaal. Drie jaar eerder, in 1980 was in Haelen al een soortgelijke wapenvondst gedaan. 

## Ontstaansgeschiedenis

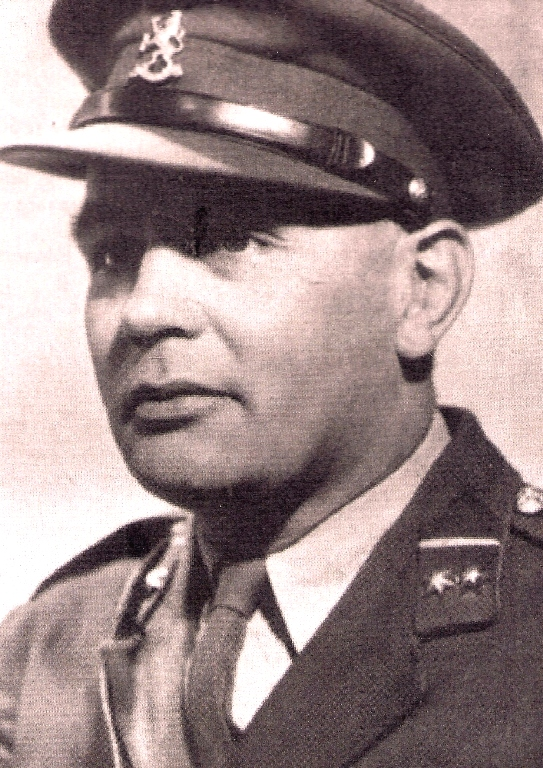
Jan Somer

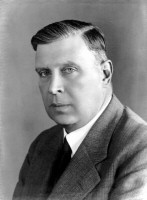
Louis Einthoven

Operatiën & Inlichtingen ontstond uit het Nederlandse verzet tegen de Duitse bezetter tijdens de Tweede Wereldoorlog en was bedoeld als voortzetting van het werk van het Bureau Inlichtingen (BI) en het Bureau Bijzondere Opdrachten (BBO). Op initiatief van het hoofd van het BI, Jan Somer, werd op 13 mei 1946 sectie IIIC van de Generale Staf ingesteld, waarvan hij zelf het eerste hoofd werd. GS IIIC moest naast de al bestaande secties IIIA en IIIB van de Generale Staf zorgdragen voor het opzetten van een stay-behindorganisatie en het verzamelen van militaire inlichtingen in en over het buitenland. 
GS IIIC bestond uit afdeling I (Operaties) en afdeling II (Voorbereiding), waarbij het hoofd van afdeling I tevens het hoofd van de militaire afdeling van de in februari 1946 opgerichte Buitenlandse Inlichtingendienst  (BID) werd, aangezien formeel alleen de BID bevoegd was om via buitenlandse agenten inlichtingen te verzamelen. In 1948 werd sectie IIIC omgedoopt tot sectie G7 en per 1 juli 1949 tot Sectie Algemene Zaken (SAZ). Dit werd de tak Inlichtingen (I, later B) van wat sinds begin jaren vijftig Operatiën & Inlichtingen was gaan heten.
Ook voormalig agent Henk Veeneklaas, alias David van Eyck, van de BBO leek het raadzaam om de in de oorlog opgedane kennis en ervaring inzake operaties in vijandelijk/bezet gebied niet verloren te laten gaan. Als Bevelhebber der Nederlandse Strijdkrachten verwees prins Bernhard hem in de zomer van 1945 naar Louis Einthoven, die toen bezig was met het opzetten van het Bureau Nationale Veiligheid (BNV). 
Samen met Engelse officieren van de Special Operations Executive (SOE) werden vervolgens voorbereidingen getroffen voor een stay-behindorganisatie gericht op sabotage-acties voor wanneer Nederland opnieuw bezet zou worden. De financiering hiervan verliep aanvankelijk via de veiligheidsdienst van Einthoven, die van meet af aan wist van GS IIIC van Somer, terwijl Somer pas in de loop van 1949 achter het bestaan van de nieuwe organisatie onder leiding van Einthoven kwam. Die laatste werd de tak Operatiën (O, later A) van Operatiën & Inlichtingen.

## Organisatiestructuur
De beide takken van O&I waren uit veiligheidsoverwegingen sterk gecompartimenteerd en de medewerkers kenden niet elkaars echte namen, mede als gevolg van de lessen die uit het Englandspiel waren getrokken. Er kwam uiteindelijk wel coördinatie aan de top, maar van een hechte samenwerking tussen beide organisaties, laat staan van integratie, was geen sprake. 
Sinds 1949 werden de beide takken van O&I gefinancierd uit de middelen van de generale staf van het ministerie van Oorlog, later het ministerie van Defensie, terwijl er tot 1964 ook een financiële bijdrage kwam van de CIA, die voor O&I de codenaam SYRUP-SYNTHOSIS hanteerde.
Het militaire en burgerpersoneel van de I-tak was formeel in dienst van het ministerie van Defensie, terwijl (al dan niet voormalige militaire) medewerkers van de O-tak wel door Defensie betaald werden, maar daar niet in dienst waren. Omdat verwacht werd dat de bezetter de intelligentsia zou interneren, rekruteerde men uitsluitend mensen die geen titel of leidende functie hadden.
De uitvoeringsorganisatie was formeel ondergebracht bij de generale staf van de krijgsmacht en maakte gebruik van de huisvesting (villa Maarheeze in Wassenaar) van de Inlichtingendienst Buitenland (IDB).
De eindverantwoordelijkheid voor 'het instellen, wijzigen en opheffen van een organisatie in vredestijd, belast met de voorbereiding van een stay-behindorganisatie in oorlogstijd' werd gedeeld door de minister-president en de minister van Defensie.

### Coördinatie

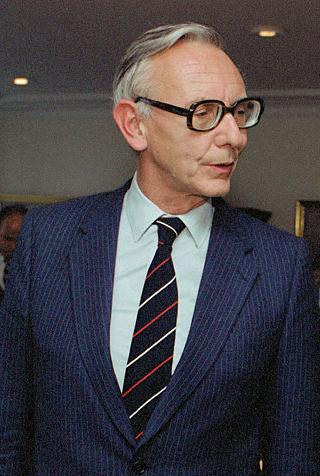
Max van der Stoel (hier in 1983), de laatste coördinator van O&I

Op aandringen van Louis Einthoven werd eind jaren veertig bepaald dat de activiteiten van O&I namens de minister-president en de minister van Oorlog en Marine/Defensie gecoördineerd zouden worden door de chef van de generale staf (CGS), bijgestaan door de Joint Planning Board (JPB). In 1956 kwam de coördinatie in handen van de nieuw ingestelde functie van Coördinator Inlichtingen- en Veiligheidsdiensten die als hoge ambtenaar deel uitmaakt van het kabinet van de minister-president.
Naar aanleiding van disputen over de aansturing van beide takken stelde premier Marijnen op 8 juli 1964 de Commissie-Ruppert in, genoemd naar haar voorzitter, Marinus Ruppert, lid van de Raad van State. Deze onderzocht of een stay-behindorganisatie überhaupt nog gewenst was, en zo ja hoe deze georganiseerd moest zijn. De commissie concludeerde dat O en I naast elkaar dienden te blijven bestaan en dat er een gedelegeerde moest komen die leiding zou geven aan de O-tak en tevens de beide takken zou coördineren.
Overeenkomstig dit advies benoemde premier De Jong per 1 maart 1967 Ruppert zelf tot gedelegeerde van O en daarmee tot coördinator. Van 1 januari 1974 tot 29 april 1988 werden deze functies vervuld door Theo van Lier, die Tweede Kamerlid voor de PvdA was en net als Ruppert lid van de Raad van State was en in het verzet had gezeten. Ten tijde van de opheffing van O&I in 1992 was minister van staat Max van der Stoel de coördinator.

### Buitenlandse betrekkingen
Aanvankelijk werkten zowel O als I nauw samen met de Britse geheime diensten, waar in 1951 ook de Amerikanen bij kwamen en een tripartite-overleg ontstond. Voor overleg met andere West-Europese stay-behindorganisaties was er eerst het Western Union Clandestine Committee (WUCC), maar in 1949 werd dit overgenomen door de Clandestine Planning Committee (CPC) en later de Allied Clandestine Committee (ACC) van de NAVO. 
Hoewel formeel alleen de Buitenlandse Inlichtingendienst (BID) bevoegd was om buitenlandse inlichtingen te vergaren, deed ook de I-tak dat en ging O&I ook samenwerkingsrelaties met buitenlandse diensten aan, zoals in 1948 met MI6 en in 1949 met de CIA. De O-tak voerde begin jaren vijftig samen met de BID geheime operaties uit waarbij agenten achter het IJzeren Gordijn werden gedropt om daar inlichtingen te verzamelen en het anticommunistische verzet te ondersteunen. Mogelijk was de betrokkenheid van O nodig omdat de BID geen eigen militaire instructeurs had, terwijl het voor O een goede gelegenheid was om operaties in vijandelijk gebied te oefenen. Dat de gedropte agenten vaak fascisten en oud-nazi's waren was voor de vele oud-verzetslieden in O kennelijk geen probleem.
In april 1972 werd een vlagofficier b.d. van de Koninklijke Marine, bekend onder de schuilnaam Mulder, aangewezen om O & I naar buiten toe te vertegenwoordigen, met name in de ACC van de NAVO. Daar gold hij als de woordvoerder van de National Clandestine Service (NCS) die in oorlogstijd de Nederlandse regering in ballingschap zou bijstaan en, via de National Section (NS) bij de Allied Clandestine Base (ACB) van de NAVO, de in bezet Nederland achtergebleven veldorganisatie zou aansturen. Per 1 augustus 1978 werd "Mulder" opgevolgd door Theo van Lier, die reeds hoofd van O en coördinator was. Een instructie over de NCS van premier Lubbers en minister van Defensie Van Eekelen uit 1987, waarin de beide takken inmiddels als dienst A en dienst B worden aangeduid, is het laatst bekende interne document over de organisatie.

### Operatiën (O, later A)

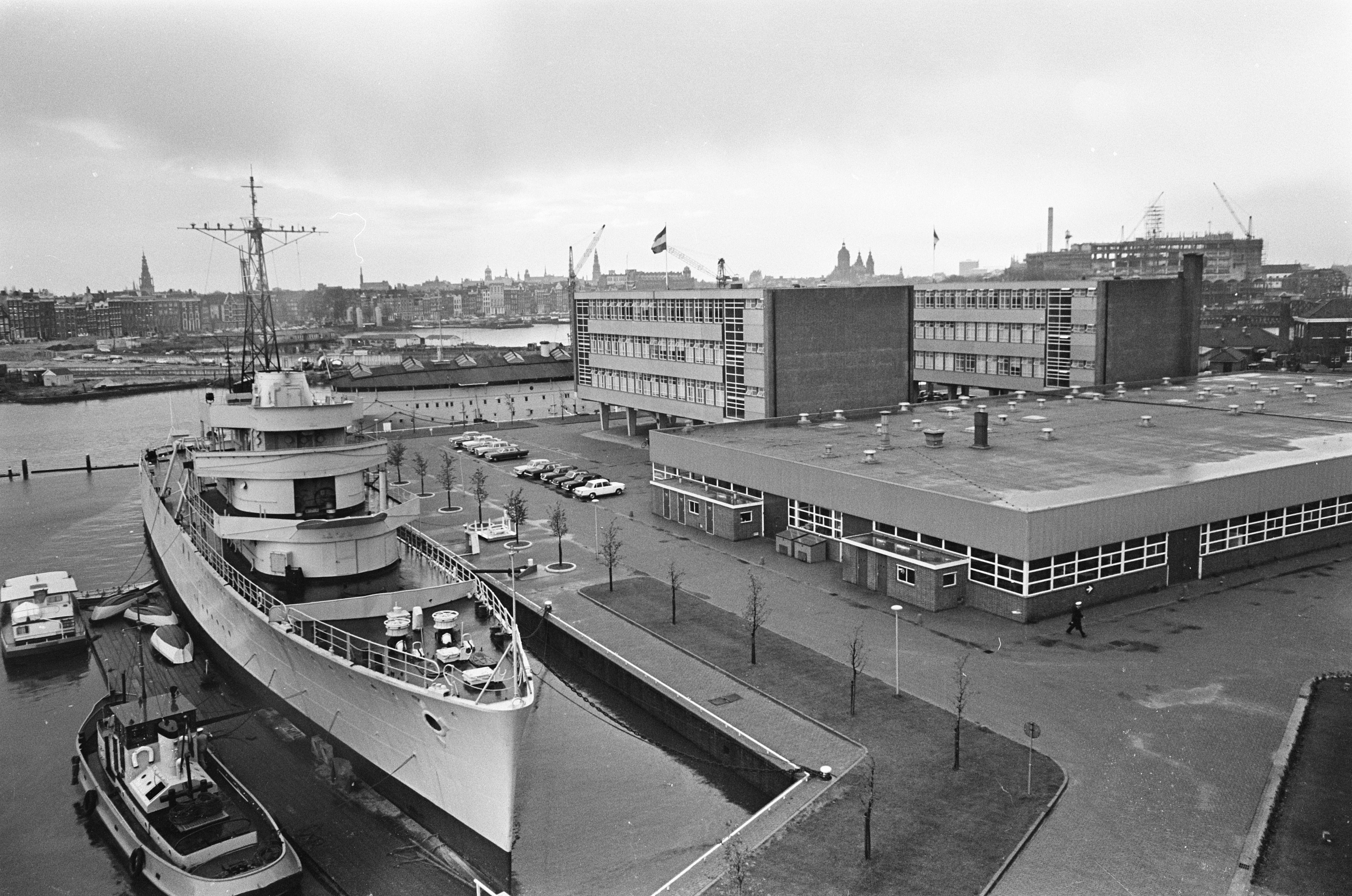
Het Marine Etablissement Amsterdam (hier in 1966), waar ten tijde van de opheffing de O-tak gevestigd was

De O-organisatie, die onder het ministerie van Algemene Zaken (de minister-president) viel, was gericht op het uitvoeren van sabotages, overvallen en liquidaties in bezet gebied. Hiertoe beschikte O over secties Sabotage, Psychologische oorlogvoering, Verbindingen, Falsificatie, Operationele Financiering, Security en Codes. De voormalig voorzitter van de Raad voor de Journalistiek en NCRV Ton Herstel was als instructeur psychologische oorlogvoering aan O verbonden.
Medio 1952 bestond de staf van de O-tak uit 21 personen en beschikte over 28 Amerikaanse zenderontvangers uit de Tweede Wereldoorlog, alsmede 17 moderne radio's van Philips. Verspreid over het land waren er 21 geheime ondergrondse bergplaatsen, waarin onder andere een paar duizend kilo explosieven en een hoeveelheid wapens, alsmede in totaal 10 miljoen gulden in papiergeld en 400.000 gulden in gouden tientjes zou worden verborgen. In 1988 waren er 39 bergplaatsen die door de marechaussee met sabotagemateriaal zouden worden gevuld, plus ongeveer 15 bergplaatsen met geld, goud en edelstenen voor in totaal 40 miljoen gulden.
De O-tak was aanvankelijk gehuisvest op een zolderetage aan de Oudegracht in Utrecht, maar verhuisde later naar het advocatenkantoor van mede-oprichter Bootsma aan de Keizersgracht 729 in Amsterdam. Van 1979 tot 1984 zetelde de staf van de O-dienst (circa twaalf personen) op een verdieping van een villa aan de Koninginneweg 184 nabij het Vondelpark onder de dekmantel van een historisch studiegenootschap, de stichting Hendrik van Borsele. Het laatst bekende kantooradres van O was het zwaar beveiligde Marine Etablissement Amsterdam (Kattenburg) bij het centraal station in Amsterdam. De inmiddels als dienst A aangeduide organisatie telde toen circa 30 stafmedewerkers en ongeveer 30 veldmedewerkers die een afspiegeling moesten zijn van de verschillende levensbeschouwingen.
Het hoofd van de O-tak werd sinds 1967 aangeduid als gedelegeerde en werd benoemd door de minister van Defensie, in overleg met de minister-president. Sinds 1967 fungeerde hij tevens als coördinator van de beide takken van Operatiën & Inlichtingen. Als zodanig fungeerden:
- 1947-1962: Louis Einthoven (tevens hoofd van de BVD)[7]
- 1962-1967: Generaal-majoor b.d. Willem den Boer (alias Bax)
- 1967-1973: Marinus Ruppert
- 1974-1988: Mr. Theo van Lier
- 1988-1992: Max van der Stoel

#### Wapenvoorraden
Voor sabotagedoeleinden beschikte de O-tak over duizenden kilo's explosieven en wapens, die lagen opgeslagen in veertig geheime ondergrondse bergplaatsen. Een wapenopslag die op 4 april 1980 bij toeval werd ontdekt op het landgoed De Bedelaar (in Haelen), bleek, naar in november 1990 officieel bekend werd, maar al snel na vondst al vermoed werd, deel uit te maken van O. Nadat deze werd ontdekt werd besloten de veertig bergplaatsen op te heffen en de explosieven te concentreren in een centrale bergplaats bij de Koninklijke Marechaussee. 
Bij het leeghalen bleek echter dat verschillende bergplaatsen waren geplunderd en dat veel explosieven en wapens ontbraken. Vermoedelijk zijn deze in handen gekomen van criminelen als Sam Klepper en John Mieremet en de Amsterdamse Deltagroep (volgens de Nederlandse justitie behoorden Etienne Urka, Mink Kok en Jan Femer hiertoe).
In 1992 werd bij een inval in een boerderij in het Friese Oudebildtzijl naast een grote voorraad drugs ook een voorraad van ongeveer 130 kilo explosieven (vooral semtex) en granaten gevonden. Over de herkomst van deze wapens was - ook bij het IRT-team dat wist van de drugs - niets bekend, maar volgens officier van justitie Fred Teeven moest worden onderzocht of deze wapens uit "Gladio-depots" afkomstig waren. Bij de wapenvondst was crimineel Mink Kok betrokken, met wie Teeven (met toestemming van het Openbaar Ministerie) in 1998 een deal sloot.
Op 9 september 2007 zond KRO Reporter een documentaire uit over Operatiën & Inlichtingen, waarin onthuld werd dat wapens en explosieven uit een geheim depot in de Scheveningse Bosjes in Den Haag in handen waren gevallen van de georganiseerde misdaad. De zaak kwam aan het licht toen de politie in 1991 Sam Klepper en John Mieremet arresteerde. De Militaire Inlichtingen- en Veiligheidsdienst (MIVD) heeft de wapenroof - de grootste uit de Nederlandse geschiedenis - destijds in de doofpot gestopt om 'ongewenste publiciteit in de Gladio-sfeer' te voorkomen.

### Inlichtingen (I, later B)

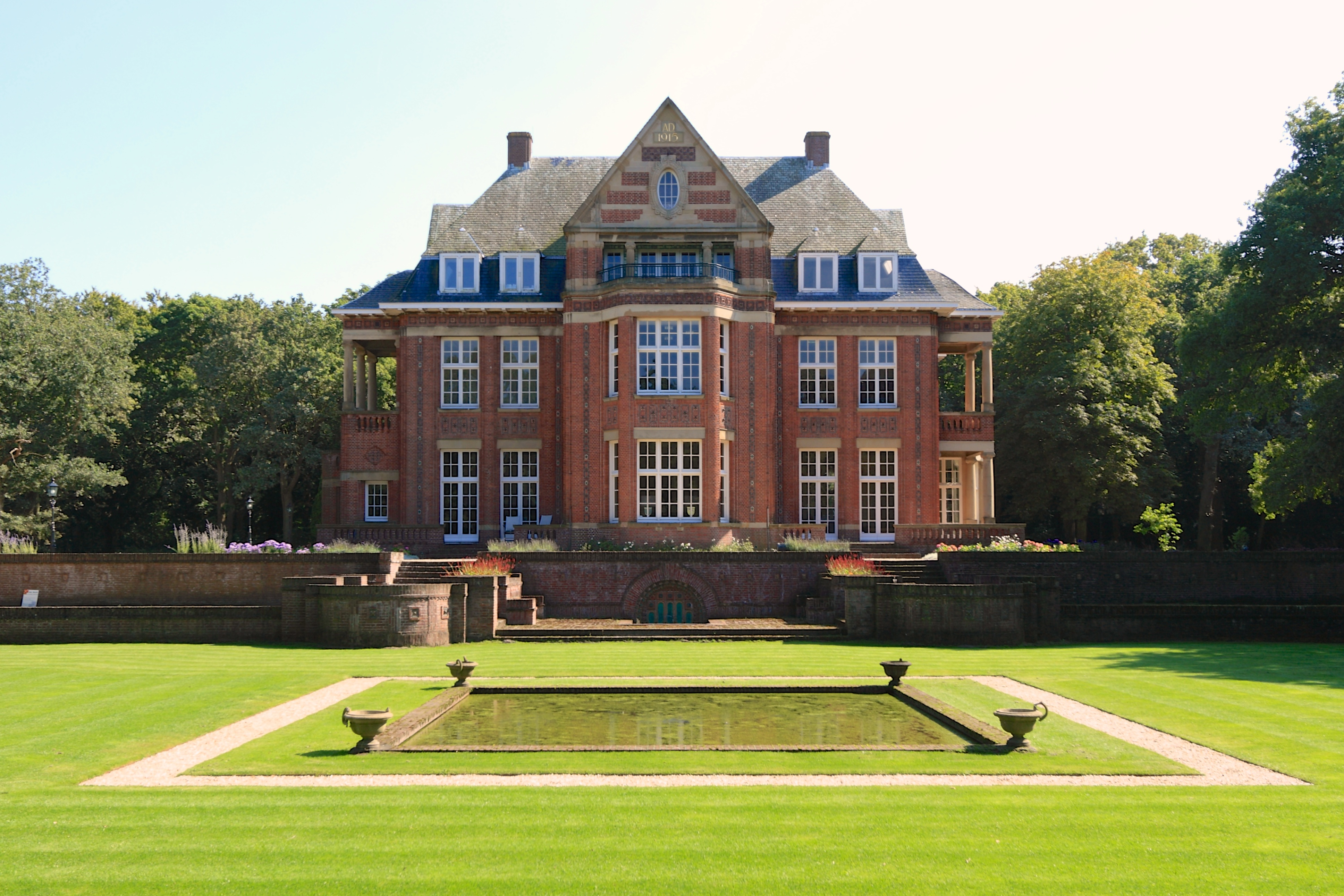
Villa Maarheeze in Wassenaar, waar de Sectie Algemene Zaken (SAZ) gehuisvest was

De tak Inlichtingen was ontstaan uit de in 1946 opgerichte sectie IIIC van de Generale Staf van de krijgsmacht, die in 1948 werd omgedoopt tot sectie G7 en in 1949 tot Sectie Algemene Zaken (SAZ). 
In de jaren zeventig en tachtig bestond SAZ uit circa dertig stafmedewerkers en zo'n 125 agenten die waren belast met de voorbereiding van een stay-behind-inlichtingenorganisatie. Zij zouden in geval van dreigende bezetting niet zelf de stay-behindorganisatie vormen, maar zij waren de 'vredesorganisatie' met als taak geheime medewerkers te rekruteren en op te leiden. Deze geheime medewerkers werden de 'veldorganisatie' genoemd. Zij zouden in het geval dat Nederland bezet zou worden het feitelijke 'achterblijvende deel' vormen, aangestuurd en gesteund door de staf die vanuit onbezet gebied opereerde.
Het hoofd van de I-tak, oftewel de Sectie Algemene Zaken, werd aanvankelijk benoemd door de chef van de generale staf (CGS) en sinds 1968 door de  Bevelhebber der Landstrijdkrachten (BLS). Als zodanig fungeerden:
- 1946-1948: J.M. Somer
- 1948-1962: Ritmeester J.J.L. baron van Lynden
- 1962-1970: Luitenant-kolonel G.A. van Borssum Buisman
- 1970-1981: J.W.A. Bruins
- (de namen van latere hoofden zijn niet bekend)[11]

Bij oplopende internationale spanning zou de staf van de organisatie uitwijken naar Groot-Brittannië of de Verenigde Staten om van daaruit het agentennetwerk in bezet gebied aan te sturen. Op het hoogtepunt van de Koude Oorlog bestond het agentennetwerk uit ongeveer tweehonderd personen.
Voor de voorbereidingen waren zeventien bureaus benoemd, waarvan de meeste echter maar uit 1 persoon bestonden:
- I secretariaat en transport
- II lijnen (ontsnappingsroutes vanuit bezet Nederland)
- III inlichtingennetwerken
- IV radioverbindingen
- V reproductie
- VI radiotechniek
- VII inlichtingenoperaties via de BID
- VIII codezaken
- IX security (veldveiligheid)
- X luchtfiltratie (in- en exfiltratie naar en van bezet Nederland via de lucht)
- XI zeefiltratie (idem vanuit zee)
- XII speciale netwerk (voor zeer gespecialiseerd inlichtingenwerk, bijvoorbeeld op economisch of financieel gebied)
- XIII short-term netwerken (inlichtingennetwerken voor de korte termijn, zoals Dorpsplein)
- XIV comptabiliteit
- XV financiële netwerken (zorgen voor voldoende geld om de andere netwerken gaande te houden)
- XVI meteo-netwerk
- XVII documentatie/falsificatie, microfotografie etc.

## Opheffing
De Nederlandse organisatie is erin geslaagd 35 jaar lang in het geheim te opereren. Zelfs de ministers waren niet op de hoogte van het bestaan ervan. Nadat in november 1990 het bestaan van de Italiaanse Operatie Gladio onthuld werd, bevestigde de toenmalige premier Ruud Lubbers in een brief van 13 november 1990 aan de Kamercommissie voor de Inlichtingen- en Veiligheidsdiensten het bestaan van een Nederlandse stay-behindorganisatie. 
Lubbers gaf nadrukkelijk aan dat het verschil met de stay-behindorganisaties in enkele andere Europese landen was dat de Nederlandse organisatie niet onder NAVO-bevel stond. Zij zou in geval van oorlog en bezetting uitsluitend vallen onder de Nederlandse regering in vrijheid. In zijn brief wees Lubbers tevens op een materieel en organisatorisch verschil tussen Gladio en de Nederlandse opzet. De Nederlandse organisatie werkte volgens het 'single agent'-principe, dat zich niet leent voor activiteiten in groepsverband onder leiding van de NAVO, hetgeen kennelijk bij het Italiaanse Gladio wel het geval was. Die onderschikking aan de NAVO heeft Nederland altijd afgewezen.
Ten tijde van de bevestiging van het bestaan van de organisatie was men overigens bezig met inkrimping naar aanleiding van het einde van de Koude Oorlog. Formeel werd de organisatie begin 1992 opgeheven: voor dienst A (voorheen de O-tak) middels een brief van 13 maart 1992 van premier Lubbers, voor dienst B (voorheen de I-tak) via een brief van 3 april 1992 van minister van Defensie Ter Beek. De veldmedewerkers van dienst B kregen bovendien nog een bedankbrief van prins Bernard. De afwikkeling duurde nog tot 1994. 

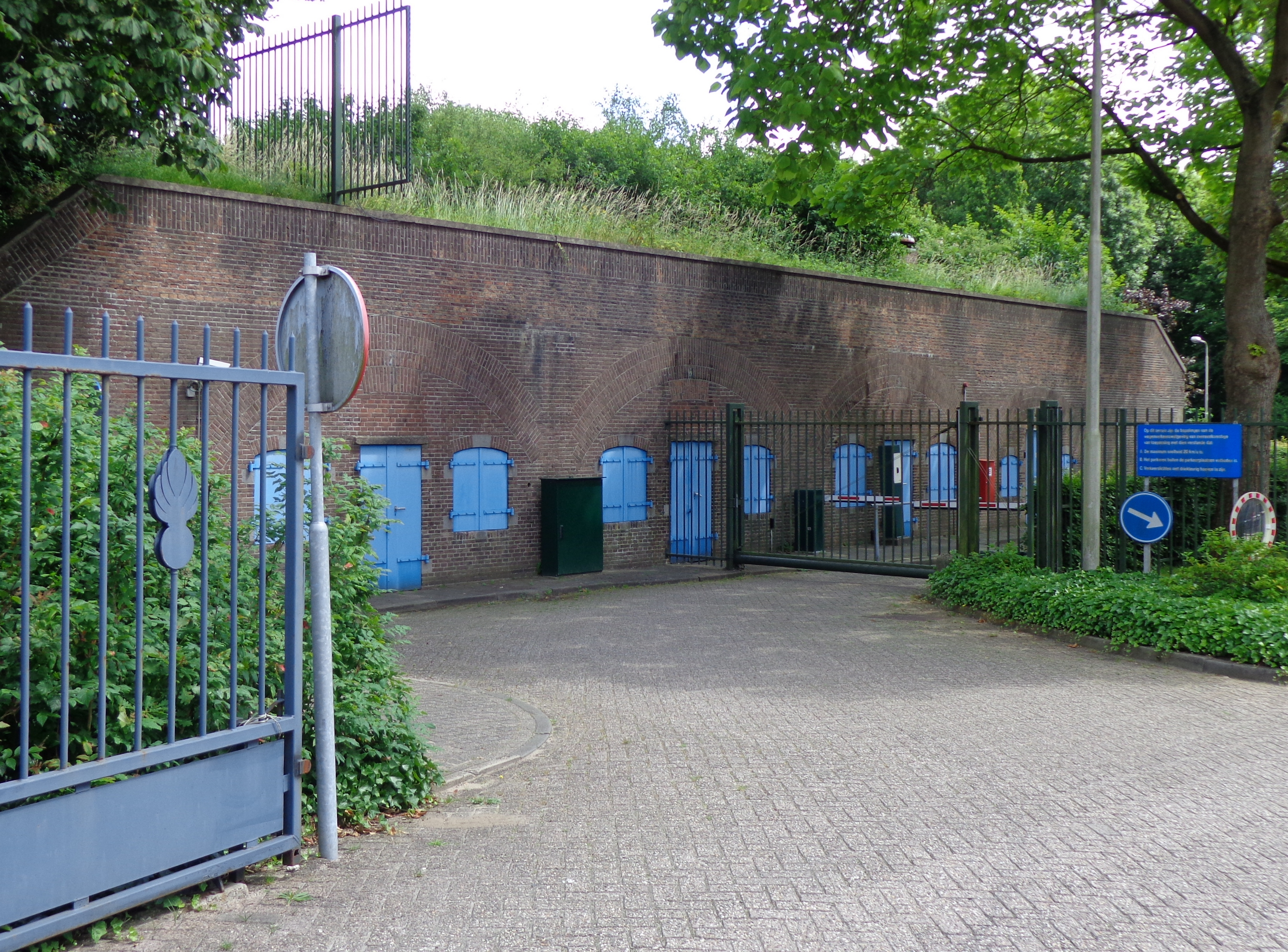
Fort De Bilt in Utrecht, waar ten tijde van de opheffing de I-dienst gevestigd was

Voor Operatiën & Inlichtingen kwam de opheffing onverwacht omdat premier Lubbers in maart 1991 nog had laten weten dat hij de organisatie in afgeslankte vorm wilde laten voortbestaan. Dienst B had enkele maanden voor de opheffing net een nieuw onderkomen betrokken op het marechausseecomplex Fort De Bilt in Utrecht. 
Ook was dienst B net begonnen met de distributie van geavanceerde cryptografisch beveiligde radioapparatuur onder de agenten, die daarmee geheel zelfstandig contact zouden kunnen onderhouden met de Allied Clandestine Base (ACB). Deze apparatuur was onder de naam AZO-90 (Automatische ZendOntvanger 1990) sinds 1980 ontwikkeld in nauwe samenwerking met de andere Europese stay-behindorganisaties, de CIA en MI6 en werd gefabriceerd door het Duitse Telefunken. De kosten waren zo'n 80 miljoen euro, de Nederlandse bijdrage bedroeg 10 miljoen euro.

## Nasleep
Kort nadat Operatiën & Inlichtingen in 1994 was opgeheven en enige medewerkers met wachtgeld thuiszaten, pleegden twee van hen (onder wie een majoor) chantage met voedselvergiftiging bij Nutricia. Zij werden gearresteerd en veroordeeld. Om te voorkomen dat anderen ook zouden overgaan tot dergelijke activiteiten werden allen weer in actieve dienst genomen.
Naar aanleiding van Kamervragen in 1997 liet de staatssecretaris van OCW een onderzoek uitvoeren naar de archieven van O&I, maar deze bleken na de opheffing in 1992 bijna geheel vernietigd. Met een beroep op de Wet openbaarheid van bestuur (Wob) wist KRO Reporter toch een groot aantal geheime archiefstukken van O&I boven water te krijgen en deze werden deels via internet gepubliceerd. De Kamerleden Teeven en Boekestijn van de VVD en Van Velzen van de SP stelden naar aanleiding van de KRO-uitzending op 11 resp. 13 september 2007 Kamervragen over deze kwestie.
In 2005 publiceerden het ministerie van Algemene Zaken, het ministerie van Defensie en de Rijksarchiefdienst gezamenlijk een zogeheten PIVOT-rapport over Operatiën & Inlichtingen, geschreven door inlichtingenhistoricus Dick Engelen.
Het televisieprogramma Andere Tijden wijdde twee afleveringen aan Operatiën & Inlichtingen en ook het Historisch Nieuwsblad besteedde aandacht aan deze organisatie.